# 正织纹螺
正织纹螺（学名：Niotha livescens），是新腹足目织纹螺科Niotha属的一种。主要分布于新加坡、马来西亚、印度尼西亚、韩国、台湾，常栖息在潮间带沙底地区。